# Pușca de vânătoare
Pușca de vânătoare este un roman al scriitorului japonez Yasushi Inoue, editat pentru prima dată în limba japoneză sub numele de Ryoju, în anul 1949. Prima ediție în românește al acestui volum a apărut în anul 1969 la Editura pentru Literatură Universală (tradus după o versiune în limba germană). A doua ediție a fost publicată în anul 2000 de Editura Humanitas în colecția: „Cartea de pe noptieră”.

## Rezumat
Romanul pornește de la o poezie, intitulată „Pușca de vânătoare” pe care naratorul o scrie pentru o revistă destinată vânătorilor japonezi. Cu toate că poezia nu se mulează perfect pe conținutul revistei, aceasta este totuși publicată, prezentând legătura dintre vânătoare și singurătatea omului. Poezia va fi motivul pentru care un oarecare Yosuke Misugi îi trimite naratorului trei scrisori, primite de la tot atâtea femei care au jucat un rol important în existența lui. 
„Scrisoarea lui Shoko” introduce cititorul într-o poveste incestuoasă, în care nepoata lui Yosuke Misugi află de relația acestuia cu mama sa, Saiko. Cu toate că scrisoarea este redactată după moartea mamei, cititorul este introdus în atmosfera trecutului, când Shoko își amintește de momentul în care mama sa a divorțat de tatăl ei. Prin intermediul unui jurnal pe care mama ei, bolnavă fiind, i l-a dat fetei să-l ardă află atât motivul pentru care s-au despărțit părinții ei, adulterul, cât și relația tăinuită dintre mama și unchiul său. Shoko citește în paginile jurnalului despre durerea mamei sale, care a avut timp de treisprezece ani greaua sarcină de a ascunde relația lor amoroasă. Fiind apăsată de ideea morții, și de faptul că se considera o „criminală”, în cele din urmă Saiko se sinucide, pentru a păstra taina dragostei lor: „Am luat otravă. Sunt obosită de toate. Prea obosită ca să mai trăiesc.” În finalul acestei prime scrisori, Shoko își exprimă dorința de a nu-i mai vedea niciodată, atât pe el cât și pe Midori, soția lui. 
Cea de-a doua scrisoare, a lui Midori, ne dezvăluie un fapt neașteptat: și aceasta a întreținut relații extraconjugale, dar numai după ce a aflat de cei doi, totodată exprimându-și dorința de divorța. Dorind ca într-o zi să-și găsească propria ei fericire, Midori îi povestește soțului ei cum în februarie 1934 l-a văzut pe plaja din Atami plimbându-se cu Saiko, care era îmbrăcată într-un chimono de mătase albastră-cenușie cu flori violete de ciulini. De atunci Midori s-a decis să-și înșele bărbatul. Cu toate că a fost deseori bântuită de dorința de sinucidere, Midori salvează aparențele și continuă să se prefacă că nu știe nimic. În această scrisoare ne este explicat și titlul romanului: venind acasă puțin băută și clătinându-se pe picioare, Midori se așază pe verandă, cu spatele la soțul ei care își lustruia cu o batistă albă țeava puștii. L-a un moment dat a observat în ușa glisantă de sticlă cum Misugi a rezemat arma de umăr, și a îndreptat-o spre spatele său. Cu toate că știa că arma nu era încărcată, a închis ochii și a așteptat țăcănitul cocoșului să răsune rece în liniștea verandei. Nu s-a auzit. În ziua morții lui Saiko, Midori a surprins-o pe Saiko îmbrăcată în același chimono pe care l-a purtat pe plaja din Atami în acea zi de februarie. O răsturnare de situație se produce în momentul în care Midori îi spune lui Saiko că știa încă de la început de relația lor: „Acesta-i un chimono cu amintiri, nu?”.
„Scrisoarea lui Saiko” se deschide cu o mărturisire cutremurătoare: Saiko povestește despre fostul ei soț Reiichiro Katoda, a cărui amintire a păstrat-o mereu, formându-se astfel, în adâncul conștiinței sale un al doilea eu, destăinuit în această scrisoare pentru prima dată. Simțindu-se vinovată de relația ei cu Misugi, jurnalul ei este împânzit de un cuvânt care ne apare în mod obsedant repetat: „crimă”. Astfel, considerând relația lor o crimă, simte moartea ca o eliberare, prin care întunecata și greaua povară (iubirea pentru Misugi și obsesia pentru fostul soț) pe care o purtase pe umeri atâta timp, dispare. 
„Pușca de vânătoare”, roman subtil psihologic, este axat pe meditația asupra solitudinii, pe interogația majoră în fața destinului. Plasându-și acțiunea după cel de-al doilea război mondial, epicul extrem de condensat, gradat cu măiestrie, oferă o permanentă schimbare de planuri, o neîncetată modificare a viziunii despre personaje. Bărbatul, părăsit de făpturile de care se credea legat, va rămâne într-o iremediabilă singurătate. Toate personajele cărții își părăsesc visurile și se închid în izolare sau în destrămare. Simbolică este imaginea oracolului unei colege de la școala de fete cu întrebarea dacă vor să fie iubite sau să iubească la care doar una dintre colege mai retrasă, băiețoasă, ignorată până atunci de celelalte a făcut a doua alegere.